# Солунска митница
Сградата на солунската митница (на гръцки: Μέγαρο του Τελωνείου Θεσσαλονίκης) или Солунската морска гара (Επιβατικός Σταθμός Οργανισμού Λιμένος) е историческа постройка в град Солун, Гърция, отличен пример за индустриална архитектура от началото на XX век и е един от най-важните архитектурни паметници в града. Обявена е за паметник на културата.

## История
В 1896 година е Османската компания за строеж на Солунското пристанище, която се ангажира с изграждането на пристанищните съоръжения в града. Компанията започва експлоатацията на пристанището на 1 февруари 1903 година. Основният камък на сградата е построен през август 1910 година от бившия министър на икономиката Мехмед Джавид бей. Строежът завършва в 1912 година. Претърпява тежки щети по време на бомбардировките през Втората световна война. След войната е възстановена с пари на пристанищната администраци и пари от плана „Маршал“. В 1977 година е обявена за паметник на културата. На следната 1978 година пострадва от Солунското земетресение и дълго време е изоставена. Днес тя функционира като пътническа гара на пристанищната организация в Солун. До 2002 година в нея се помещава Второ митническо отделение. Принадлежи не на Пристанищното управление, а на Министерството на финансите
Сградата е дълга 200 m и е силно повлияна от френската обществена архитектура от началото на XX век и е първата сграда в града със стоманобетонен скелет. Автор на сградата е видният солунски архитект Ели Модиано. Чертежите са на левантинския архитект Александър Валори и са копие на митническата служба Сиркеджи в Цариград, съборена през 60-те години, за да се отвори крайбрежният булевард.